# San Martín Cuautlalpan
San Martín Cuautlalpan es uno de los doce pueblos que se encuentran en el municipio de Chalco, en el Estado de México.

## Geografía
San Martín Cuautlalpan está a 2280 metros sobre el nivel del mar. Tiene un bajo rango de marginación municipal de 2010 y 6.085 viviendas habitadas privadas.

## Clima
El clima predominante en toda la región es templado subhúmedo, con precipitaciones de verano C(w), según la Clasificación climática de Köppen. La temperatura media anual oscila entre 12 °C y 16 °C, con una precipitación media anual de 900 y 1000 mm.

## Geología
Está ubicado en el Eje Volcánico Trans-Mexicano. Está formado por rocas volcánicas del Plioceno y del Holoceno, con una composición dacítica andesítica y rocas basálticas.
San Martín se ubica en una brecha geológica de color marrón claro o toba (tepetate). En algunas partes más altas, tienen mechones basálticos y afloramientos de andesita. Hay rocas importantes y medianas de toba basáltica, andesita en los barrancos y algunos basaltos arrastrados por la llegada del agua de las partes más altas. En la parte oriental, sobre el barranco de Atlamaxa, en el llamado Parque de Las Piedras, hay un afloramiento de grandes bloques de andesita.

## Orografía
San Martín está en las colinas al pie de la montaña, entre el valle de Chalco y las montañas.

## Edafología
El Punto de Verificación n.º 66 de la Carta Geológica de Chalco menciona que los suelos predominantes en San Martín son aluviales. Estaban asociados con las colinas; su edad es cuaternaria; meteorización poco profunda; permeabilidad media, actualmente en uso industrial, principalmente utilizado en la fabricación de ladrillos y la agricultura. Son arcillas, limos y arena fina.

## Hidrografía
La fuente de río más crucial, cerca de San Martín, es el río San Rafael, que pasa entre él y San Gregorio. También hay algunos cañones con corrientes intermitentes que cruzan la ciudad. Son las corrientes de San Francisco, Ocotenco, Zopilotera, Ortizco, Atlamaxa y El Cedral, que desembocan en el río San Rafael. Aunque también se abastece de la Cuenca de Chalco.

## Actividades económicas
La agricultura ya no es la actividad más importante entre los habitantes de San Martín Cuautlalpan. Solo unos pocos vecinos se dedican a ello. Los cultivos preferidos son maíz, trigo, sorgo, vegetales, plantas medicinales y otros utilizados como forraje para animales. La mayoría de las veces, se limita a pequeños huertos para autoconsumo, ubicados dentro de las casas.
Otra actividad a la que se dedican muchos de los habitantes de la ciudad es trabajar para los propietarios de fábricas de ladrillos, por salarios miserables. Esta actividad se remonta al siglo XIX. Aprovechan los suelos arcillosos y arenosos, cavando grandes zanjas de hasta 5 metros de profundidad, llegando a la capa endurecida de tepetate. Las excavaciones se encuentran en el área abierta al oeste y sur de la ciudad.
Entre los límites entre San Martín Cuautlalpan con Santa María Huexoculco y San Gregorio Cuautzingo, quedan grandes cicatrices en la parte occidental de la ciudad. La causa de innumerables hallazgos de objetos arqueológicos. No están registrados y siguen siendo propiedad de la persona que los encuentra; también se venden por unas monedas a los coleccionistas o son destruidos por quienes los extraen del subsuelo. Como ocurre con los contenedores, tienen la idea errónea de que contienen objetos de valor, joyas o monedas de oro.
Estas grandes trincheras están actualmente llenas de escombros de construcción, basura y agua sucia, que se originan en los desagües que conducen a los arroyos locales y terminan en estas trincheras.
Los albañiles, la mayoría provienen de San Martín Cuautlalpan y Huexoculco. Son ellos los que hacen la mayor parte del trabajo prácticamente artesanal de hacer ladrillos rojos. Hombres, mujeres y niños realizan esta actividad ya que la falta de fuentes de trabajo no les permite realizar otras tareas. Sacan la arcilla del tanque con un pico y una pala. La arcilla se procesa en pequeños montículos, triturando los terrones y retirándolos con agua y arena extraída del mismo depósito de arcilla. Los depósitos se encuentran en lentículas o capas de sedimentos depositados por el aumento y llegada de las corrientes locales.
Posteriormente, se amasa y moldea sobre el piso de tepetate y se vacía a mano en moldes de madera para darles una forma rectangular. Se dejaron secar al sol durante varios días, luego de lo cual se recolectan y apilan para transportarlos a los hornos de fuego, que se construyen con bloques de tepetate y adobe. En este lugar, se colocaron ladrillos crudos y se quemaron con neumáticos viejos y trozos de madera. La quema de ladrillos crea una vista única del área, ya que altas columnas de humo negro y gris se elevan a lo largo del día.
Algunos habitantes de las ciudades a veces se dedican a la tala ilegal de bosques cercanos ubicados en la zona más alta. Aunque las autoridades del ejido otorgan permisos de tala moderados a los residentes de la ciudad, algunas personas inconscientes y con fines de lucro talan ilegalmente madera de los árboles. Llaman a la actividad "la pieza" ya que la reducen a pequeños fragmentos vendidos a los ladrilleros para abastecer los hornos.
En mucho menor grado, el ganado y los animales domésticos se crían como vacas, cabras, cerdos y aves de corral, como pollos, gallinas, pavos, caballos, mulas y burros. Los utilizan para su propio consumo, el primero o como animales de carga, el segundo.
Algunos vecinos también se dedican al cultivo de tuna para la venta en el mercado y a la siembra de maguey para extraer hidromiel y preparar pulque. Todavía se consumen como la bebida preferida por muchas personas, principalmente los ancianos. Los más jóvenes prefieren las bebidas procesadas comercialmente como el alcohol y la cerveza para acompañar la comida o en ocasiones importantes, como fiestas o reuniones. Solo unas pocas mujeres mayores se dedican como actividad complementaria a las labores del hogar, elaborando tlacoyos y tortillas artesanales, vendiendo en el mercado, o intercambiando en el mercado primario de Chalco mediante el intercambio por otros productos. de la canasta subyacente.
Muchos de los habitantes han decidido establecer locales comerciales donde se venden artículos de primera necesidad, herramientas, objetos cotidianos, alimentos procesados, artículos para el hogar y ropa. La oferta local los complementa con los críticos mercadillos que los detuvieron el lunes. , en la plaza principal del pueblo.
El resto de la población realiza su trabajo en los pueblos vecinos más críticos, principalmente en Chalco, Ixtapaluca y Ciudad de México. Como empleados en empresas, oficinas, industrias y tiendas. Además, como trabajadores de la construcción en general en dichos lugares o como empresas de construcción recientemente establecidas en toda el área.

## Costumbres

### La fiesta del pueblo
La primera y más importante fiesta es la celebración del patrón del lugar, San Martín Obispo de Tours, quien las celebró el 11 de noviembre. Esta fiesta tiene una duración de una semana completa, y la gran fiesta se celebra el primer fin de semana posterior al 11. La celebración tiene lugar durante toda la semana con misas en la parroquia central.
La imagen de la patrona es venerada en todo el pueblo, ya que se lleva en procesiones en cada barrio. Lo reciben con alegría y celebración de oraciones, banda de música, cohetes. Las calles están adornadas con flores y cortes papales multicolores, familias preparan tapetes de aserrín en su honor.
Antes de que la imagen los saque, recibe a sus padrinos o mayordomos en la parroquia, encargados de vestirse y cambiarse la ropa que vestirá el santo durante las procesiones. Consiste en una mitra, un bastón y el hábito arraigado y la capa de su rango de obispo, que se cambia a diario. El cambio de ropa del santo es una actividad exclusiva del cura y de los mayordomos. Las mujeres no pueden entrar a la iglesia porque la idea es que el santo "se avergüenza" y "no se le permite" cambiar en presencia de mujeres.
Estas procesiones duran hasta el primer sábado siguiente al 11 de noviembre, día en que tuvo lugar la procesión y la fiesta principal. A lo largo de ese día, las celebraciones parroquiales consisten en misas de bautismos y confirmaciones, acompañadas de bailarines y chinelos. Al caer la noche, el guardarropa del santo volvió a cambiarlos. La procesión principal comienza acompañada de todo el pueblo, con música de banda y cohetes.
Esta vez no se limita a la capilla ni a la casa principal del barrio. Sin embargo, ahora se amplía para visitar todas las calles y casas principales. Recibió una gran celebración de fuegos artificiales, corridas de toros y música. La imagen recorre la ciudad, esta procesión es característica de ver personas cubiertas por gruesas mantas y abrigos de lana de colores, que utilizan para protegerse de los cohetes. Los toritos y para seguir y resistir el frío durante toda la noche, acompañados de botellas de tequila, mezcal, cerveza y garrafas de pulque natural o curado.
Esta celebración dura toda la mañana y el domingo siguiente. Desde bien entrada la procesión y la recepción, continúa en los últimos y más remotos lugares de la ciudad. La fiesta concluye el domingo con celebraciones en todas las casas, comidas y tertulias familiares, y un gran baile, bandas, agrupaciones musicales y la feria frente a la parroquia por la noche.
Los habitantes de otras localidades cercanas, como Santa María Huexoculco, Río Frío, San Gregorio Cuautzingo, San Marcos Huixtoco y Chalco de Díaz Covarrubias, también asisten a estas celebraciones, ya que junto a la de Santiago Apóstol, en Chalco, la de Santa María en Huexoculco y La Candelaria y Santa Cecilia, en Tlapala, son las fiestas más grandes de la zona.

## Centro de salud
1. ↑  Instituto Nacional de Estadística y Geografía (2010). «Principales resultados por localidad 2010 (ITER)».
2. ↑  Catálogo de Claves de Entidades Federativas y Municipios.
3. ↑  Catálogo de claves de localidades (formato XLS comprimido).
4. ↑  «San Martín Cuautlalpan (México)». mexico.pueblosamerica.com. Consultado el 1 de marzo de 2016.
5. 1 2 3  Monografias.com, gilberto perez rico perez rico,. «Arqueología e historia en el pueblo de San Martín Cuautlalpan (página 2)  - Monografias.com». www.monografias.com. Consultado el 2 de marzo de 2016.

- Datos: Q21573857